# Sirop de batterie
Le sirop de batterie (ou sirop batterie) est un concentré du jus de canne cuit obtenu par évaporation.
Le nom « batterie » vient de la cinquième et dernière chaudière utilisée pour fabriquer le sucre dans les anciennes sucreries.
C'est un produit très répandu en Guadeloupe et en Martinique. Il sert notamment pour le tafia.